# AGM-48 Skybolt
 (mai 2025).
Si vous disposez d'ouvrages ou d'articles de référence ou si vous connaissez des sites web de qualité traitant du thème abordé ici, merci de compléter l'article en donnant les références utiles à sa vérifiabilité et en les liant à la section « Notes et références ».
Le GAM-87A Skybolt était un missile aérobalistique. Il fut développé par Douglas Aircraft Company à la fin des années 1950. Monté sous les ailes de bombardiers lourds plutôt que lancé depuis des silos, le Skybolt devait être un composant important de la force mobile d'ICBM de l'USAF. Le projet fut rejoint par le Royaume-Uni en 1960, qui pensait utiliser le missile sur ses V bombers. Une série de problèmes lors du développement de missiles lancés par submersibles fit que le projet fut abandonné au milieu des années 1960. Les Britanniques ayant choisi de faire du Skybolt la colonne vertébrale de leur force de dissuasion, l'arrêt du programme provoqua des tensions entre les deux pays, connues comme the Skybolt Crisis. La crise donna lieu aux accords de Nassau par lesquels les États-Unis s'engageaient à fournir des missiles UGM-27 Polaris au Royaume-Uni, qui construisit les sous-marins de la classe Resolution pour les lancer.

## Historique

### Contexte
Les théoriciens de la guerre nucléaire réfléchissaient à une façon de conserver la flexibilité et le contrôle des bombardiers pilotés en y ajoutant l'invulnérabilité des missiles balistiques. L'apparition des missiles sol-air dans les années 1950 rendait trop risqué le survol du territoire ennemi par des bombardiers. La première solution à ce problème avait été de concevoir des missiles nucléaires tirés depuis le sol, mais qui, une fois tirés, ne pouvaient plus être contrôlés, comme pour un changement de cible par exemple. Ces premiers missiles, comme les ICBM Atlas 1 et Titan 1, ne pouvaient pas être stockés réservoirs pleins à cause de leur carburant corrosif ; ils étaient donc vulnérables en cas d'attaque, le temps de leur préparation  avant tir. 
De plus, la faible précision des missiles de l'époque limitait leur emploi : ils pouvaient être utilisés sur de grandes villes, mais pas sur de petites cibles comme des bases de bombardiers, centres de commandes, bases navales… D'ailleurs, la plupart de ces cibles se situaient loin à l'intérieur de l'URSS, ce qui les rendait inaccessibles aux ICBM du bloc de l'ouest. L'utilisation de bombardiers comme plateforme de tir, qui offrait plus de flexibilité, était donc étudiée par les stratèges militaires dans les années 1950.
Par exemple, il aurait été possible de faire décoller les avions, puis de les mettre en vol d'attente près des frontières ennemies jusqu'à ce que leur soient communiquées les instructions des centres de commandement. Les bombardiers auraient ainsi pu viser les cibles ratées lors d'une première vague, ou détruire les défenses anti-aériennes à l'aide de leurs missiles avant de les survoler pour continuer leur mission. Cet emploi des avions aurait rendu le potentiel nucléaire invulnérable, les bombardiers pouvant porter leurs missiles balistiques près des cibles, tout restant au-delà de la portée des armes anti-aériennes. Une gradation de l'attaque aurait alors été possible, les avions pouvant faire demi-tour en cas de retour à la diplomatie. Un missile stocké dans un silo est lui, soit tiré soit non tiré, sans possibilité d'annulation après le tir, et les sites de silos sont les premières cibles en cas d'attaque.
Pour les Britanniques, ce dilemme se trouvait simplifié par leur géographie et leurs ressources financières. À cause de la faible superficie de leur pays, des silos auraient été facilement repérés quelles que soient les mesures de sécurité employées, et le pays était à portée des ICBM soviétiques.

### Développement
En 1958, il avait été démontré que des missiles balistiques pourraient être lancés depuis des bombardiers stratégiques en haute altitude. L'utilisation de systèmes d'astronavigation et des systèmes de guidage inertiel permettrait d'atteindre la précision d'impact des missiles tirés depuis le sol. L'USAF fut donc intéressée et commença à faire des appels d'offres début 1959. Douglas Aircraft fut désigné comme principal concepteur, sous-traitant à Northrop le système de guidage, à Aerojet la propulsion, et à General Electric le véhicule de rentrée. Le missile fut initialement nommé WS-138A, et prit le nom officiel GAM-87 Skybolt en 1960.
Au même moment, la Royal Air Force avait des problèmes avec son projet d'IRBM, le Blue Streak, qui prenait du retard. Elle était de plus confrontée aux mêmes problèmes d'efficacité de sa force de dissuasion nationale, la flotte de V-bomber du Bomber Command qui aurait pu être une cible facile pour des missiles sol-air. Le Skybolt était une solution qui pouvait éviter les gaspillages causés par les programmes de missiles Blue Streak et Blue Steel II.
Le premier ministre Harold Macmillan rencontra le président des États-Unis Dwight Eisenhower en mai 1960, et accepta d'acheter 144 Skybolts pour la RAF, ce qui scella le destin des Blue Streak et Blue Steel II.

### Tests
Plusieurs prototypes étaient prêts à être testés depuis les B-52 de l'USAF dès janvier 1961, et les essais de lancement du missile commencèrent. Au Royaume-Uni, les essais se firent à partir d'avril 1962 à l'aide de maquettes installées sur des bombardiers Vulcan. Les tests furent loin d'être concluants, oes cinq premiers échouant chacun pour des raisons différentes. Le premier vol réussi eut finalement lieu le 19 décembre 1962.

### Arrêt du programme
À cause de ces échecs, le programme Skybolt était sérieusement discrédité. D'autre part, le missile mer-sol balistique stratégique Polaris de l'United States Navy, qui avait des capacités à peu près équivalentes, venait d'entrer en service. L'United States Air Force, de son côté, s'était engagée dans le développement du missile LGM-30 Minuteman, dont la précision effaçait un des avantages des bombardiers. Robert McNamara, en particulier, était opposé aux bombardiers et ne cessa de répéter que la combinaison de SLBM et d'ICBM les rendait inutiles. Il demandait donc l'arrêt du programme Skybolt, qu'il estimait être une perte de temps.
Les Britanniques, par contre, avaient annulé tous leurs projets pour se concentrer sur le Skybolt. L'annonce de McNamara d'un arrêt possible du programme en novembre 1962, déclencha une tempête de protestations à la Chambre des communes. La crise politique s'intensifia et les États-Unis et la Grande-Bretagne durent négocier, ce qui donna lieu aux accords de Nassau.
L'accord consistait en la vente au Royaume-Uni de SLBM Polaris, équipés de têtes nucléaires britanniques, ce lui permettait de conserver une force de dissuasion nucléaire (bien que cette force passât du contrôle de la RAF à la Royal Navy). Ce missile, bien meilleur pour le Royaume-Uni, fut considéré comme « la meilleure affaire du siècle ». La RAF conserva une capacité nucléaire tactique avec les WE.177 (en) qui équipaient ses V bombers, puis ses Panavia Tornado.
Des tests continuèrent après l'arrêt du programme, avec les missiles restants. En juin 1963, les XGAM-87A furent renommés XGAM-48A.

## Description
Le Skybolt était propulsé par deux étages équipés de moteurs-fusées à carburant solide. Chaque B-52H pouvait transporter quatre missiles, deux sous chaque aile. En vol, pour des raisons aérodynamiques, un cône était placé à l'arrière des missiles, cône qui était éjecté lors du tir. Le missile planait un moment entre les mises à feu des deux étages. Le premier étage avait huit petites gouvernes, alors que le second était dirigé grâce à sa tuyère montée sur cardan.
Le système de guidage était inertiel et étalonné lors du tir par le système de l'avion lanceur (très précis), ce qui permettait de s'abstenir d'un système trop élaboré sur le missile.

## Exemplaires conservés
- RAF Museum Cosford, RAF Cosford, dans le Shropshire (GAM-87)